# 许永跃
许永跃（1942年7月—），河南省镇平縣人，许鸣真之子。中华人民共和国政治人物。曾任中華人民共和國國家安全部部長。中共十五届中央候补委员，十六届中央委员；第十一届全国人大常委会委员。

## 生平
北京市人民公安学校毕业，中专学历，1960年7月参加工作，1972年加入中国共产党。早年历任北京市人民公安学校、中国科学院办公厅、教育部办公厅、文化部办公厅秘书。

### 陈云秘书
1983年至1992年期间，担任时任中共中央纪委书记、中共中央顾问委员会主任的中共元老陈云政治秘书、陈云同志办公室负责人、党支部书记。1987年出任中顾委副秘书长。

### 河北省
1992年调任中共河北省委常委、政法委书记。1995年升任中共河北省委副书记，仍兼任河北省政法委书记职务。

### 国安部长
1998年3月被朱镕基总理提名为国家安全部部长。2003年3月17日，经国务院总理温家宝提名，国家主席胡锦涛发布第二号中华人民共和国主席令，根据中华人民共和国第十届全国人民代表大会第一次会议的决定，许永跃被任命为国家安全部部长。2008年3月十一届全国人大一次会议上，当选为全国人大内务司法委员会副主任委员。

## 涉及案件

### 聂树斌案
根据搜狐报道，1995年聂树斌案案发时，河北公检法机关曾有人提出异议，认为聂树斌只有口供没有其他证据，要求改判。正是时任中共河北政法委书记的许永跃下令“要杀，而且快杀”(报道只提到有省领导批示)。因此，聂树斌案二审“95年4月20日省高院立案，22号提审，25号就出了判决书，26号出了死刑命令，27号就杀了”。据熟悉此案的消息人士透露，2005年王书金案发，供出“1994年石家庄西郊玉米地奸杀案”，当时聂树斌案办案部门找到已是国家安全部部长的许永跃，据说正是许永跃出面强力阻挠。已经落马的原国家安全部副部长马建正是许永跃的直属亲信，而马建又是已经落马的原中共河北省委政法委书记张越的盟友，因此张越极力阻止此案平反。。2013年王书金案在邯郸二审前，河北方面采取强力措施逼王书金翻供。王书金从广平县看守所被转移到磁县看守所，“当时张越直接坐镇邯郸，住了三天，在场外指导王书金二审”。开庭前看守所内还曾进行“模拟审判”，让王以新供词串词。